# Yamacraw
Yamacraw é o nome dado a uma tribo indígena nos Estados Unidos, situada no estado da Geórgia, na região de Savannah.
A tribo formou-se em 1728, sob a liderança de Tomochichi, líder creek, que tinha discordado do rompimento da amizade com os britânicos durante a Guerra Yamasee de 1715. Em 1733, James Oglethorpe estava interessado na região, negociou com Tomochichi e os Yamacraw concordaram em mudar sua aldeia rio acima.

## História
Entre os anos de 1715 e 1717, ocorre uma guerra entre os indígenas Yamasee e os colonos britânicos, tendo algumas tribos como aliadas. Após a guerra, os Creeks retornaram com as atividades comerciais com os colonos britânicos, e os Yamasses se ofenderam. E, em 1728, Tomochichi cria a tribo Yamacraw, nas margens do rio Savannah, formada por indígenas Creeks e  Yamasee que não concordavam com as relações dos indígenas com os colonos britânicos. O local escolhido para criar a tribo tinha um significado espiritual para Tomochichi, pois era o local de descanso dos seus ancestrais.
Em 12 de fevereiro de 1733, o General James Edward Oglethorpe, juntamente com colonos britânicos chegam nas margens do rio Savannah com intuito de fundar a Colônia da Geórgia. Alguns colonos chegaram doentes e ficaram hospedados na casa de Mary Musgrove e John Musgrove, na tribo Yamacraw, enquanto estruturas permanentes eram montadas na colônia. Mary Musgrove, que tinha mãe Creek e pai inglês, serviu como intérprete entre os colonos e indígenas. E, em 20 de maio de 1733, Tomochichi e Oglethorpe fazem um tratado de paz, com trocas de presentes.
Em 1734, Yamacraw juntamente com sua esposa Senauki, seu filho adotivo Toonahowi, e seis pessoas da tribo Yamacraw, viajam à Londres para uma reunião com o Rei Jorge II, tratar de acordos comerciais justos e educação para a tribo. E em 1736, uma escola é aberta para os indígenas da tribo Yamacraw.

Até o ano de 1743, a tribo Yamacraw possuía uma forte influência política, pois Tomochichi foi de grande ajuda a Oglethorpe entre os diversos grupos étnicos da região. Por causa de seu forte poder político, as outras tribos Creeks aceitaram o retorno dos Yamacraws que desejavam voltar para suas antigas tribos. Com a morte de Tomochichi, em 1739 e de seu sucessor Toonahowi, em 1743, a tribo perde sua influência.